# ونلیک
ونلیک (به ترکی آذربایجانی: Vənlik) یک منطقه مسکونی در جمهوری آذربایجان است که در شهرستان جلیل‌آباد واقع شده است. ونلیک ۴۳۶ نفر جمعیت دارد.